# Апостольский викариат Блуфилдса

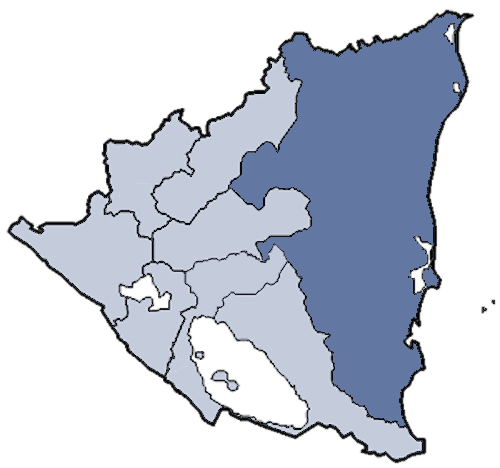
Карта апостольского викариата Блуфилдса

Апостольский викариат Блуфилдса (лат. Vicariatus Apostolicus Bluefieldensis) — апостольский викариат Римско-Католической церкви с центром в городе Блуфилдс, Никарагуа. Апостольский викариат Блуфилдса распространяет свою юрисдикцию на Атлантический Северный и Атлантический Южный автономные регионы. Апостольский викариат Блуфилдса входит в митрополию Манагуа. Кафедральным собором апостольского викариата Блуфилдса является церковь Пресвятой Девы Марии.

## История
2 декабря 1913 года Святой Престол Пий XI учредил апостольский викариат Блуфилдса, выделив его из епархии Леона.

## Ординарии
- епископ Агустин Бернаус-и-Серра (10.12.1913 — 18.01.1930);
- епископ Juan (Matías) Solá y Farrell (24.02.1931 — 1942);
- епископ Matteo Aloisio Niedhammer y Yaeckle (11.05.1943 — 26.06.1970);
- епископ Salvador Albert Schlaefer Berg (25.06.1970 — 22.10.1993);
- епископ Pablo Ervin Schmitz Simon (28.07.1994 — по настоящее время).

## Источник
- Annuario Pontificio, Libreria Editrice Vaticana, Città del Vaticano, 2003, ISBN 88-209-7422-3